# Henry FitzRoy, první vévoda z Graftonu
Henry Fitzroy, 1. vévoda z Graftonu (Henry Fitzroy, 1st Duke of Grafton, 1st Earl of Euston, 1st Viscount Ipswich, 1st Baron Sudbury) (28. září 1663 – 9. října 1690) byl nemanželský syn krále Karla II. a Barbary Villiersové, hraběnky z Castlemaine a vévodkyně z Clevelandu. Jako devítiletý se oženil s Isabellou Bennetovou (1667-1722), jedinou dcerou ministra hraběte Arlingtona, majitele zámku Euston Hall v Suffolku. Na základě sňatku byl povýšen na hraběte z Eustonu (1672), později získal titul vévody z Graftonu (1675). V roce 1680 byl jmenován rytířem Podvazkového řádu a po dosažení plnoletosti dosáhl hodnosti admirála, v letech 1682-1689 zastával čestnou hodnost viceadmirála Anglického království. Od mládí zároveň sloužil v armádě a zastával hodnosti plukovníka v elitních armádních sborech. Při korunovaci Jakuba II. vykonával čestnou funkci Lord High Constable. Za vlády svého strýce Jakuba II. byl lordem místodržitelem v Suffolku, kde vlastnil statky, v roce 1688 ale podpořil slavnou revoluci a jako voják se aktivně zapojil do bojů o trůn po boku Viléma Oranžského. Padl v bitvě u Corku.
Z početného nelegitimního potomstva Karla II. byl nejschopnějším politikem a vojevůdcem. Vdova Isabella se v roce 1697 podruhé provdala za pozdějšího předsedu Dolní sněmovny Thomase Hanmera. Dědicem majetku a titulů byl jediný syn Charles Fitzroy, 2. vévoda z Graftonu (1683-1757), dlouholetý místokrál v Irsku a nejvyšší komoří.